# Saint-Aubin-le-Cloud

Saint-Aubin-le-Cloud este o comună în departamentul Deux-Sèvres, Franța. În 2009 avea o populație de 1,762 de locuitori.